# Aespa
Aespa (Coreà: 에스파; RR: eseupa; MR: esŭp'a, generalment escrit completament en minuscules o æspa) és un grup coreà femení format per SM Entertainment. El grup consisteix en 4 membres: Karina, Giselle, Winter i Ningning. El grup va debutar el 17 de novembre de 2020 amb el seu single debut, "Black Mamba".

## Nom
El nom del grup, Aespa, és una combinació de "ae" compost de les inicials angleses d'Avatar i Experiència (Avatar X Experiència), més la paraula anglesa "aspect" amb el significat de "dos costats", el qual simbolitza "conèixer un altre jo i experimentar el món nou".

## Història

### 2016–2019: Activitats de pre-debut
Ningning va ser introduïda com a membre de SM Rookies el 19 de setembre de 2016. Com a membre de SM Rookies, va aparèixer en el segment del programa My SMT "Rookies Princess: Who's the Best?". En el 2017, també va enregistrar diverses cançons pel programa animat coreà Shining Star.
El febrer de 2019, Karina va aparèixer al video musical del seu company de segell musical, Taemin, per la seva cançó "Want", també actuant amb ell en diversos programes de música en les següents setmanes.

### 2020–present: Introducció, debut amb "Black Mamba" i "Forever"
L'octubre 26, SM Entertainment va anunciar el debut d'un nou grup de noies, el primer grup femení des de Red Velvet el 2014 i el primer grup en general des de NCT l'any 2016. Els membres van ser revelats individualment entre el 27 i el 30 d'octubre (en ordre: Winter, Karina, Ningning, i Giselle) així com el nom d'aespa. El fundador de SM Entertainment, Lee Soo-Man, va explicar amb més detalls el concepte del grup aespa durant el World Cultural Industry Forum que es va celebrar online, el 28 d'octubre de 2020. El 2 de novembre, es va publicar un tràiler del vídeoclip de la seva canço debut, amb totes quatre integrans. En el mateix dia, l'agència va anunciar que aespa publicaria el seu debut Black Mamba el 17 de novembre. El grup va fer el seu debut en l'emissió de Music Bank de KBS2 el 20 de novembre, on van interpretar la seva cançó debut. El grup va assolir i mantenir la primera posició del rànquing de K-pop, del servei d'streaming musical més important de la Xina, QQ Music durant 3 setmanes consecutives. El 17 de gener de 2021, aespa va rebre el seu primer premi en el show musical de televisió, Inkigayo, amb la seva cançó Black Mamba.

## Integrants
- Karina (카리나 - Nom real: 유지민 / Yu Ji Min) – líder, ballarina principal, vocalista i rapera secundaria[15][16][17]
- Giselle (지젤 - Nom real: うちながえり / Uchinaga Aeri) – Rapera principal, vocalista[18][19]
- Winter (윈터 - Nom real: 김민정 / Kim Min Jeong) – vocalista secundaria, ballarina secundaria i visual[20]
- Ningning (닝닝 - Nom real: 宁艺卓 / Ning Yi Zhuo) – Vocalista principal i Maknae (integrant més jove del grup)[21]

## Discografia

### Singles
| Títol                                                                                | Any  | Millor posició rànquing | Millor posició rànquing | Millor posició rànquing | Millor posició rànquing | Millor posició rànquing | Millor posició rànquing | Millor posició rànquing | Vendes      | Àlbum             |
| Títol                                                                                | Any  | KOR                     | KOR Hot                 | MLY                     | NZ Hot                  | SGP                     | US World                | WW                      | Vendes      | Àlbum             |
| ------------------------------------------------------------------------------------ | ---- | ----------------------- | ----------------------- | ----------------------- | ----------------------- | ----------------------- | ----------------------- | ----------------------- | ----------- | ----------------- |
| "Black Mamba"                                                                        | 2020 | 49                      | 21                      | 14                      | 37                      | 13                      | 5                       | 138                     | - WW: 3,000 | Non-album singles |
| "Forever" ((약속)                                                                    | 2021 | —[Més baix-alfa 1]      | —                       | —                       | —                       | —                       | 11                      | —                       | N/D         | Non-album singles |
| "—" Denota un enregistrament que no gràfic o no va ser alliberat en aquell territori |      |                         |                         |                         |                         |                         |                         |                         |             |                   |

## Videografia

### Vídeos musicals
| Títol de cançó   | Any  | Director(s) | Longitud | Notes                                                                                         | Ref.          |
| ---------------- | ---- | ----------- | -------- | --------------------------------------------------------------------------------------------- | ------------- |
| "Black Mamba"    | 2020 | Unknown     | 3:49     | Cançó de debut                                                                                | [ 29 ]        |
| "Forever" (약속) | 2021 | Unknown     | 5:06     | Al principi alliberat per Vacances d'Hivern de Diversió de SM en SMTOWN.com Àlbum de vacances | [ 30 ] [ 31 ] |

### Altres vídeos
| Títol                                                               | Any  | Director(s)    | Ref.   |
| ------------------------------------------------------------------- | ---- | -------------- | ------ |
| "MY, KARINA"                                                        | 2020 | hamjae [88 GH] | [ 32 ] |
| "SYNK, æspa"                                                        | 2020 | 051/HEUNG      | [ 33 ] |
| "SYNK, WINTER"                                                      | 2020 | 051/HEUNG      | [ 34 ] |
| "SYNK, GISELLE"                                                     | 2020 | 051/HEUNG      | [ 35 ] |
| "SYNK, NINGNING"                                                    | 2020 | 051            | [ 36 ] |
| "SYNK, KARINA"                                                      | 2020 | 051            | [ 37 ] |
| "'Black Mamba' The Debut Stage"                                     | 2020 | Lim Sung-kwan  | [ 38 ] |
| "'Forever' ((약속)) The Performance Stage (Cozy Winter Cabin Ver.)" | 2021 | Unknown        | [ 39 ] |
| "'Forever' ((약속)) The Performance Stage (Glitter Snowball Ver.)"  | 2021 | Unknown        | [ 40 ] |
| "'Forever' ((약속)) The Performance Stage (Romantic Street Ver.)"   | 2021 | Unknown        | [ 41 ] |